# Culicoides wuyiensis
Culicoides wuyiensis är en tvåvingeart som beskrevs av Chen 1981. Culicoides wuyiensis ingår i släktet Culicoides och familjen svidknott. Inga underarter finns listade i Catalogue of Life.